# ルモ
ルモ（英語: Lumo）はファーストグループ傘下のイギリスのオープン・アクセス・オペレーターである。イースト・コースト本線を経由してロンドンとエディンバラを結んでいる。

## 沿革
2015年、鉄道・道路局はイースト・コースト本線に新たに設定される運行枠についての関心表明を募り、入札プロセスを開始した。
2016年5月、ファーストグループ傘下のイースト・コースト・トレインズ社に、2021年5月から10年間の契約で5往復分の運行枠が与えられた。
2021年9月、運行開始日と、luminosity（輝き）とmotion（動き）を組み合わせたLumoというブランド名が発表され、同年10月25日に営業を開始した。

## 運行形態
ルモはロンドン・キングス・クロス駅 - エディンバラ・ウェイヴァリー駅間で1日5往復の列車を運行する。全ての列車がニューカッスル駅（英語版・街）に停車するほか、南行列車の一部がスティーヴニッジ駅（英語版・街）に、北行列車の一部とすべての南行列車がモーペス駅（英語版・街）に停車する。多くの列車の所要時間は4時間半強だが、最速の列車は4時間3分でロンドンとエディンバラの間を走破する。
2021年10月の営業開始当初は1日2往復（土曜日は1往復）のみが運行された。1日5往復への増加は2022年前半とされている。

## 車両
ルモは803形電車5両編成5本を用いて営業を行っている。普通車のみで構成され、供食サービスとしては車内販売が行われている。
803形は日立製作所製で、競合するロンドン・ノース・イースタン・レールウェイの800形バイモード車両および801形電車と同じAT300ファミリーに属する。2019年3月に発注された。